# Chiodos
Chiodos was een Amerikaanse alternatieve rock/posthardcoreband uit Flint (Michigan).

## Bezetting
Laatste bezetting
- Craig Owens (zang)
- Pat McManaman (gitaar)
- Thomas Erak (gitaar)
- Matt Goddard (basgitaar)
- Bradley Bell (keyboards)
- Tanner Wayne (drums)

Voormalige leden
- Brandon Bolmer (zang)
- Derrick Frost (drums)

## Geschiedenis
De band werd opgericht in 2001 onder de naam Chiodos Bros. De bandnaam is gebaseerd op de twee regisseurs Charles en Stephen Chiodo, die in de jaren 80 verschillende horrorfilms produceerden. In juni 2002 werd de demo The Best Way to Ruin Your Life opgenomen. In 2004 moest de band pauzeren, omdat Craig Owens longontsteking had. In 2005 tekende Chiodos een contract bij het label Equal Vision Records, dat hun debuutalbum All's Well That Ends Well en in 2007 Bone Palace Ballet uitbracht. De band kenmerkt zich onder meer door de zeer hoge zangstem van zanger Craig Owens, wat hem een hoge herkenningswaarde geeft. In 2009 verlieten Craig Owens en drummer Derrick Frost de band en werden vervangen door Brandon Bolmer (ex-zanger van Yesterday's Rising) en Tanner Wayne (ex-drummer van Underminded en Scary Kids Scaring Kids). In hetzelfde jaar bracht Owens de solo-ep With Love uit, waarin hij met zijn nieuwe band Destroy Rebuild Until God Shows in de studio was. In maart 2012 verlieten Brandon Bolmer en Tanner Wayne de band om persoonlijke redenen. Als gevolg hiervan keerde Craig Owens terug naar Chiodos. Eind 2013 was een tournee door Duitsland gepland om Escape The Fate te promoten, maar deze werd op korte termijn geannuleerd, dus Chiodos speelde een aantal optredens als headliners.
In een interview met het Amerikaanse tijdschrift Billboard in november 2016 kondigde Owens het einde van Chiodos aan, omdat hij noch de andere leden niet gemotiveerd waren om de band voort te zetten als een fulltime project.

## Stijl
De muziek van de band kan niet duidelijk aan een genre worden toegewezen. Poppige, harmonieuze melodie-runs en zachte, emotionele zang - zoals veel indie rock emo-bands - ontmoeten piano- of keyboardgeluiden en stevige gitaren en gedeeltelijke grommen, die beide eerder in metalcore te vinden zouden zijn. Er zijn ook veel poppunkbenaderingen.

## Discografie
- 2001: The Chiodos Brothers. (acoustic) (ep, geen label)
- 2002: The Best Way to Ruin Your Life (ep, geen label)
- 2003: The Heartless Control Everything!! (ep, Search & Rescue)
- 2005: All's Well That Ends Well (Equal Vision Records)
- 2007: Bone Palace Ballet (Equal Vision Records)
- 2010: Illuminaudio (Equal Vision Records)
- 2014: Devil (Razor & Tie)